# Жук, Николай Александрович
Николай Александрович Жук (1 октября 1900, Минск — 25 августа 1950, Новосибирск) — директор Новосибирского электровакуумного завода № 617 (1941—1950), лауреат Сталинской премии 3-й степени (1950).

## Биография
Родился в семье рабочего. Окончил Минское ремесленное училище (1914), работал подручным слесаря в мастерской, слесарем в депо ст. Минск. С 1919 г. служил в РККА.
С 1925 г. слесарь, председатель завкома профсоюза, секретарь парткома на Ленинградском заводе «Русский дизель». С 1930 — зам. директора, в 1933—1938 — директор Ленинградского завода № 211.
В 1935—1937 гг. окончил два курса Ленинградского института повышения квалификации хозяйственников.
В начале 1938 г. арестован по обвинению во вредительстве, через год освобождён.
В 1939—1941 помощник директора завода № 191 по капитальному строительству (г. Фрязино Московской области), зам. начальника Главного управления светотехнической и электровакуумной промышленности Наркомата электропромышленности СССР.
В 1941 г. назначен директором эвакуированного из Ленинграда в Новосибирск завода № 617 (электровакуумный завод).
Награждён орденом Трудового Красного Знамени — за обеспечение фронта средствами радиосвязи.
Под его руководством в 1946 г. создано ОКБ по разработке новых видов ламп, а в 1949 г. — ОКБМ (особое конструкторское бюро машиностроения).
За разработку и освоение производства впервые в СССР металлокерамических ламп в 1950 г. присуждена Сталинская премия 3-й степени (в составе авторской группы).
Избирался депутатом Ленинградского и Новосибирского горсоветов, членом Новосибирского обкома и горкома ВКП(б).
Погиб на охоте 25 августа 1950. Похоронен на Заельцовском кладбище (квартал 38).